# Cib (unidad maya)

Glífo de códice que caracteriza al kib

El cib o kib' es el décimo sexto día del sistema calendárico del tzolkin. Ha sido representado con distintos animales como el buitre, los insectos y el venado. Otras asociaciones importantes con respecto a este día es el «rumbo sur»,  el color amarillo y el dios dios N o Pawahtún.  Los mayas creían  que animales carroñeros como el buitre purificaban el alma al consumir cadáveres  y también creían que las almas de los muertos retornaban en forma de insectos como las abejas o mariposas,  por ello este símbolo era asociado a todo este tipo de animales tan distintos.